# Chassy, Saône-et-Loire
Chassy är en kommun i departementet Saône-et-Loire i regionen Bourgogne-Franche-Comté i östra Frankrike. Kommunen ligger i kantonen Gueugnon som tillhör arrondissementet Charolles. År 2022 hade Chassy 296 invånare.

## Befolkningsutveckling
Antalet invånare i kommunen Chassy
| Referens: INSEE |